# لاندول
لاندول (به لاتین: Landol) یک منطقهٔ مسکونی در اسلوونی است که در Municipality of Postojna واقع شده‌است. لاندول ۴٫۲۸ کیلومتر مربع مساحت و ۱۴۸ نفر جمعیت دارد و ۵۴۰٫۹ متر بالاتر از سطح دریا واقع شده‌است.